# Huara
Huara este o comună din provincia Tamarugal, regiunea Tarapacá, Chile, cu o populație de 2.129 locuitori (2012) și o suprafață de 10474,6 km2.